# (7494) Xiwanggongcheng
(7494) Xiwanggongcheng (1995 UV48) – planetoida z grupy pasa głównego asteroid okrążająca Słońce w ciągu 5,26 lat w średniej odległości 3,02 j.a. Odkryta 28 października 1995 roku.